# Head of the Family
Head of the Family, conocida en Hispanoamérica como El padre de familia o Cabeza de familia, es una película estadounidense de terror y comedia negra de 1996 dirigida por Charles Band y producida por Full Moon Features. Protagonizada por Jacqueline Lovell, Blake Adams, J.W. Perra, Alexandra Quinn, Gordon Jennison y Bob Schott, relata la historia de una pareja sureña que chantajea a una familia de mutantes para conseguir dinero y venganza. En 2020 se estrenó una secuela que relata los hechos posteriores al primer filme, titulada Bride of the Head of the Family.

## Sinopsis
Howard (Gordon Jennison) es un delincuente motociclista con una atractiva esposa llamada Loretta (Jacqueline Lovell). Los problemas empiezan porque Loretta inicia una aventura sentimental con Lance (Blake Adams), el dueño de la cafetería del pueblo, por lo que Howard empieza a sospechar.
Al volver de una de sus aventuras nocturnas, Lance es testigo de cómo una extraña familia local, los Stackpools, arrastra a un hombre desde su camión hasta su casa. Viendo esto como una oportunidad, Lance descubre el terrible secreto de la familia: son cuatrillizos y cada uno nació con una facultad humana exagerada. Toda la familia es dirigida por el mutante Myron (J.W. Perra), una cabeza gigante con manos en una silla de ruedas. Myron controla psíquicamente a sus otros hermanos y experimenta con los cerebros de los lugareños, tratando de encontrar un cuerpo normal para albergar su intelecto superior.

## Reparto
- Jacqueline Lovell es Loretta
- Blake Adams es Lance
- Bob Schott es Otis
- J.W. Perra es Myron
- James Jones es Wheeler
- Gordon Jennison es Howard
- Alexandra Quinn es la hermana

## Recepción
Para Mike Massie del portal Gone With the Twins, Head of the Family "es una de esas raras películas tan abominables que resultan divertidas. Sin apenas cualidades artísticas que la rediman, con abundantes desnudos gratuitos y diálogos bastante absurdos, su salvación llega en forma de un puñado de momentos involuntariamente histéricos". En su reseña para el diario New York Times, Robert Firsching la describió como una película de terror "bien escrita y de mal gusto", cuyo máximo atractivo "es su joven y atractivo reparto, encabezado por Lovell, que tiene un gran sentido de la comicidad y una entrega divertida que va a la par con su cuerpo a menudo exhibido".